# Адамек, Божена
Боже́на Адамек (пол. Bożena Adamek) — польская актриса театра, телевидения и кино.

## Биография
Божена Адамек родилась 1 января 1952 в Закликуве (Подкарпатское воеводство). Актёрское образование получила в Академии драматического искусства в Кракове, которую окончила в 1975 году. Дебютировала в театре в 1972. Актриса театров в Кракове.

## Избранная фильмография
- 1973 — Санаторий под клепсидрой / Sanatorium pod klepsydrą — Бьянка
- 1974 — Самый важный день жизни / Najważniejszy dzień życia — Веся Адамская
- 1980 — Ночная бабочка / Ćma — девушка в студии
- 1980 — Королева Бона / Królowa Bona (телесериал) — Елизавета Габсбург
- 1981 — Был джаз / Był jazz — Алиция
- 1982 — Эпитафия для Барбары Радзивилл / Epitafium dla Barbary Radziwiłłówny — Елизавета Габсбург
- 1982 — Пепельная среда / Popielec (телесериал) — Зоська
- 1983 — Таис / Thais — Филипа, участница пира
- 1985 — Дом сумасшедших / Dom wariatów — мать в молодости
- 1989 — Моджеевская / Modrzejewska — Антонина Гофман
- 1990 — Торговец / Kramarz — женщина
- 1994 — Список греховодниц / Spis cudzołożnic — Эмилька, бывшая жена Густава
- 2006 — Каждый из нас — Христос / Wszyscy jesteśmy Chrystusami — мать Адама в среднем возрасте
- 2007 — Заповедник / Rezerwat — мать Гжеся
- 2013 — Билет в один конец на Луну / Bilet na Księżyc — мать Адама и Антека

## Признание
- Бронзовый Крест Заслуги (1985).